# 長孫斤
長孫斤（?—371年），鮮卑部代國將領。曾發起叛變，在行動中，刺傷拓跋寔。

## 生平
對於長孫斤的記載不多。他是代國的一位將領。
在371年（代國建國34年），他發動叛變，在王座前拔刀，意圖刺殺拓跋什翼犍。在過程中，刺傷拓跋寔的胸部，使拓跋寔在當年五月因傷過世。長孫斤的叛變，遭到阻攔而失敗，逮捕後被殺。

## 現代研究
美國學者Jennifer Holmgreny認為，長孫斤，即是拓跋孤之子拓跋斤。